# Територия на Саарския басейн
Територията на Саарския басейн (на немски: Saarbeckengebiet, на немски: Saarterritorium;на френски: Territoire du bassin de la Sarre) е регион на Германия, окупиран и управляван от Обединеното кралство и Франция от 1920 до 1935 г. по мандат на Обществото на народите. Има свой флаг (приет на 28 юли 1920 г.): син, бял и черен хоризонтален трикольор. Синият и белият цвят са за Бавария, а белият и черният – за Прусия, от чиито земи се образува Саарската територия. Първоначално окупацията е под егидата на Версайския договор. Населението през 1933 г. е 812 000 души, а столица е Саарбрюкен. Територията тясно съответства на съвременната германска провинция Саарланд, но е малко по-малка по площ. След провеждането на плебисцит през 1935 г. територията е върната на Германия.